# قاعدة التشريعات العراقية
قاعدة التشريعات والتنظيمات العراقية هي أول قاعدة بيانات قانونية إلكترونية انجزت في المنطقة العربية. بدء مشروع قاعدة التشريعات في عام 2004 من قبل برنامج الأمم المتحدة الانمائي، ونفذ من قبل مشروع إدارة الحكم في المنطقة العربية (POGAR). وبالتنسيق مع مجلس القضاء الأعلى العراقي.ان الهدف من هذا المشروع هوجمع وتقنين مجموعة الدساتير والقوانين العراقية المتاحة وجعلها في متناول القضاة والمحامين والاكادميين والنواب وجميع الاشخاص الذين يسعون إلى المعرفة القانونية. ان هذه المصادر القانونية أصبحت في متناول الجميع مجانا.
لقد تم نشر قاعدة التشريعات العراقية النسخة الثانية والتي تم تنفيذها عام 2008 على شبكة الانترنيت وهي تضع بمتناول المستخدمين 27433 نص قانوني موزعة على الشكل التالي: 7136 قانون و 4265 امر وزاري و 3268 نظام و 5029 تصريح الخ... أي جميع النصوص القانونية التي اعتمدت منذ عام 1917. من الجدير بالذكر ان مكتب العراق الإقليمي لبرنامج الأمم المتحدة الانمائي هو المصدر الممول لقاعدة التشريعات والتنظيمات العراقية.
لقد انقسم المشروع إلى ثلاث مراحل:
- المرحلة الأولى (2004 - 2006): في هذة المرحلة جهزت نسخة كاملة من الوقائع العراقية الجريدة الرسمية العراقية، والتي تتضمن كل القانون والمرسوم والنصوص القانونية منذ تاسيس الدولة العراقية.
- المرحلة الثانية (2006 – 2008): خلال هذة المرحلة ادخلت عدد من التعديلات على قاعدة التشريعات والتنظيمات العراقية وعلى سبيل المثال لا الحصر مايلي:
  - جمع القوانين والتشريعات في المنطقة الكردية وقد تضمنتها قاعدة التشريعات والتنظيمات العراقية، وهذة النصوص التي تم الحصول عليها من الجريدة الرسمية لكردستان العراق من (1992 – 2007) تتيح للمستخدمين ميزة مقارنة التشريعات الكردية العراقية مع التشريعات التي ادمجت بقاعدة التشريعات والتنظيمات العراقية.
  - جميع النصوص القانونية في قاعدة التشريعات والتنظيمات العراقية مرتبطة معا عن طريق استخدام وصلات إلكترونية.
  - القانون الجنائي وقانون الاجراءات الجنائية والمدونة التجارية وكل مدونة قانونية تظم جميع القوانين والأنظمة والنصوص القانونية الأخرى وكذالك القرارات الصادرة عن المحاكم والتي تتصل بشكل خاص.
  - مسؤلون في القطاع القضائي في العراق قد تم تدريبهم في مجال استخدام قاعدة التشريعات والتنضيمات العراقية لضمان الفائدة للدولة العراقية، وان العمل قد تم انجازه.
- المرحلة الثالثة (2008- 2010) : بدأت المرحلة الثانية من برنامج الأمم المتحدة الانمائي في أيلول/سبتمبر 2008، وهناك عدد من الانشطة التي سوف تنفذ في هذا السياق. اولا: استكمال قاعدة البانات وادمجها مع المصادر ذات الصلة ان لم تكن قد اضيفت. ثانيا: تحقيق الفائدة لعدد كبير من الممارسين ومستخدمين من المحاكم بالقدر الممكن. ثالثا: ضمان المشروع على المدى البعيد والاستدامة على وجه التحديد:
  - الانتهاء من عملية جمع البيانات ومحاولة استكمال قاعدة التشريعات والتنضيمات العراقية والتأكد من انها تشمل جميع القوانين الوضعية العراقية وجميع المواد ذات الصلة، وفي نهاية جمع البيانات سوف تطيق أو تنفذ في جميع أنحاء العراق بهدف جمع أكبر عدد من القرارات الصادرة عن المحاكم، وعدد من الفتاوى التي تصدر عن مجلس شورى الدولة، واستعراض أكبر قدر ممكن من القوانين.
  - تطبيق جميع ما تبقى من مجالات القانون: وكما ذكرنا سابقا، هناك ثلاثة مدونات قانونية اعدت في المرحلة الثانية. وفي المرحلة الثالثة سوف تنشئ مدونات قانونية في جميع المجالات الرئيسية المتبقية. وقد حدد موضوع المدونات التي ستنشأ وتشمل: القانون المدني ويتضمن (قانون العقود، وقانون الضرر)، قانون الأحوال الشخصية، القانون الإداري، قانون الملكية الخ....
  - التدريب على استخدام قاعدة التشريعات: من اجل ضمان ان قاعدة التشريعات والتنظيمات العراقية تحقق الفائدة لأكبر عدد من المحامين العراقيين والعاملين ضمن مجال القانون بصورة عامة وللترويج والإعلان عن قاعدة التشريعات والتنظيمات العراقية.
  - ضمان ادامة المشروع: وأخيرا، فان عدد من المسؤلين العراقيين سوف يتم تدريبهم لتحديث قاعدة التشريعات والتنظيمات العراقية وفق اسس منتظمة وضمان ان المشروع سوف ينتقل إلى السلطات العراقية في النهاية. وسيتم التحديث والحفاظ على القوانين الصادرة في المستقبل والمزيد من قرارات المحاكم. وان مجلس القضاء الأعلى العراقي يعمل على استدامة ودعم المشروع ويعمل على اعداد وابقاء موظفين متفرغين لهذا الغرض.

قاعدة التشريعات والتنضيمات العراقية متاحة باللغة العربية فقط. القانون العراقي لم يترجم إلى أي لغة أخرى على نحو منهجي. لذالك حتى الباحثين القانونيين وغيرهم من الفقهاء المهتمين بالقانون العراقي لابد لهم من الاطلاع على القوانين باللغة العربية. والباحثين الذين يهتمون بالتعلم المزيد عن مميزات قاعدة التشريعات والتنظيمات العراقية غير الناطقين بالعربية تحميل برنامج PowerPoint الذي يوضح مختلف المهام المتعلقة بقاعدة التشريعات والتنظيمات العراقية باللغة الإنكليزية.

## وصلات خارجية
- قاعدة التشريعات والتنظيمات العراقية
- السلطة القضائية العراقية
- مجلس الوزراء العراقي
- مجلس النواب العراقي
- برنامج الأمم المتحدة الإنمائي
- برنامج إدارة الحكم في الدول العربية
- مكتب العراق لبرنامج الأمم المتحدة الإنمائي نسخة محفوظة 3 يونيو 2022 على موقع واي باك مشين.
- بعثـة الأمم المتحـدة لمســاعدة العراق - يونـامـي